# Вакаяма
Вакаяма (яп. 和歌山市, わかやまし, вакаяма сі ) — місто в Японії, у північній частині префектури Вакаяма, адміністративний центр цієї префектури. Входить до списку центральних міст Японії.

## Загальні відомості
Місто Вакаяма виникло на основі однойменного призамкового містечка 17 століття. Протягом періоду Едо воно служило політико-адміністративним центром Вакаяма-хану та провінції Кії, володіння кіїських Токуґава, родичів всеяпонських сьоґунів.
Вакаяма є найбільш густонаселеним пунктом регіону Кінкі після Осаки і Кобе. В місті проживає 40 % усіх жителів префектури Вакаяма, проте площа самого міста не перевищує 4 % площі цієї префектури.

## Символи міста
Емблема Вакаями — зображення шестикутної зірки, всередині якої розміщене коло з трьома вістрями. Вістря уособлюють гори (яма), які оточують місто з півночі, сходу і півдня. В середині кола знаходиться стилізований ієрогліф 和 (ва), оточений знаком ◎, який є стилізованим зображенням знаку катакани カ (ка). Три елементи — ва-ка-яма складають назву міста.
|              |
| Прапор Акіти |

Прапор Вакаями — полотнище білого кольору, сторони якого співвідносяться як 2 до 3. В центрі полотнища розміщена емблема міста блакитного кольору.
|        |                 |
| Азалія | Камфорне дерево |

Символ-квітка Вакаями— азалія. Її було вибрано 1974 року серед сотні квіток-кандидатів шляхом масштабного опитування мешканців міста.
Камфорне дерево є деревом-символом Вакаями. Його часто можна побачити в околицях японських синтоїстських святинь та парків міста. Дерево було затверджено міським символом у 1974 році.

## Географія

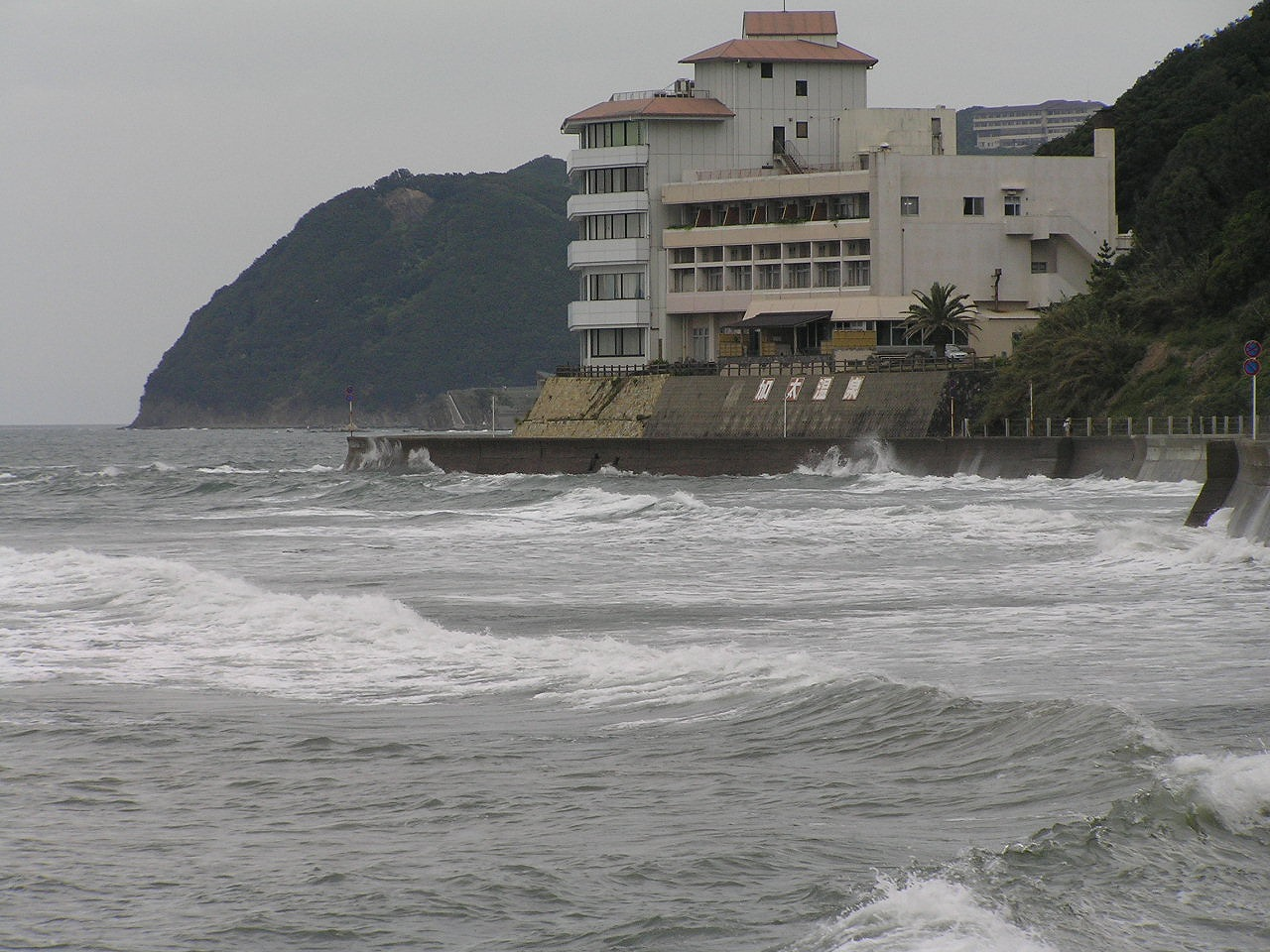
Вакаяма — важливий морський порт на шляху між Тихим океаном і Внутрішнім Японським морем.

Вакаяма розташована в однойменній рівнині у гирлі річки Кінокава у північно-західній частині півострова Кії. З півночі, сходу і півдня місто оточують гори і пагорби, багаті на джерельні води. На заході Вакаяму омивають води протоки Кітан, що сполучає Тихий океан і Внутрішнє Японське море.
Вакаяма межує на півночі з містом Ханнан та містечком Місакі префектури Осака. На сході і півдні місто має спільний кордон з містами Кайнан Кінокава й Іваде префектури Вакаяма.
Площа міста Вакаяма складає 209,23 км². Його довжина з півночі на південь дорівнює близько 17,5 км, а з заходу на схід — 29,0 км. Найвища точка Вакаями становить 490 м.
Клімат Вакаями вологий субтропічний. Середня температура повітря у 2005 році становила 16,8 °C. Найнижча температура дорівнювала −1,7 °C, найвища — 36,4 °C. Середня кількість опадів відносно низька порівняно з іншими містами Японії — 1420,5 мм на рік. Середня вологість повітря становила 64 % у 2005 році. Зима в Вакаямі малосніжна і тепла, а літо спекотне і багате на дощі.

## Історія
Територія Вакаями була заселена в період палеоліту і неоліту. У 4 — 7 століттях вона увійшла до складу молодої японської держави Ямато. Через століття центральний уряд провів адміністративну реформу і Вакаяма стала складовою південної провінції Кії.
З землями Вакаями пов'язані давньояпонські міфи про богиню сонця Аматерасу та завойовницю Кореї імператрицю Дзінґу. Ці міфи записані у стародавніх японських хроніках «Записи про справи давнини» та «Аннали Японії», які свідчать що Вакаяма відігравала важливу стратегічну роль для яматоського Імператорського двору.
У 12 — 16 століттях центр сучасної Вакаями називався місцевістю Сайка. Вона перебувала під владою місцевої дрібної самурайської знаті — сайківців. Система їхнього управління була колегіальною і запобігала виокремленню авторитарного регіонального лідера. Сайківці одними з перших в Японії налагодили виробництво власної вогнепальної зброї і успішно обороняли свій місцевий союз від зовнішніх ворогів, зокрема Оди Нобунаґи. Місцевим героєм, який боровся проти нього за незалежність земляків був Судзукі Маґоїті, знаний в японських легендах пізнішого часу як «стрілець Маґоїті з Сайки».
1585 року об'єднувач Японії Тойотомі Хідейосі підкорив свободолюбних сайківців і спорудив на їхній батьківщині замок. Він назвав його Вакаяма — «гора пісень», на честь сусідньої затоки Ваканоура — «затока пісень». Під цим замком виникло призамкове містечко, яке стало основою сучасного міста Вакаяма.

5-й володар Вакаяма-хану, який став 8-м сьоґуном Японії — великий реформатор Токуґава Йосімуне.

Після битви при Секіґахара 1600 року в Японії було встановлено сьоґунат роду Токуґава, а на землях Вакаями — Вакаяма-хан, який передали в управління союзному роду Асано. Через 19 років Асано переправили до Хіросіми, а Вакаяма з усією провінцією Кії, доходом у 555 тисяч коку, дісталася гілці сьоґунського роду — кіїським Токуґава. Протягом 17 — 19 століття вони займалися розвитком Вакаями, перетворивши її на 7-е за величиною населення містечко Японії. За цей час один з правителів Вакаями, Токуґава Йосімуне, обіймав пост 8-го сьоґуна Японії.
У результаті відновлення в країні прямого імператорського правління 1868 року та адміністративної реформи 1871 року володіння кіїських Токуґав були перетворені у префектуру Вакаяма. Її адміністративним центром стало містечко Вакаяма, яке 1 квітня 1889 року отримало статус міста.
В період між двома світовими війнами Вакаяма була важливим стратегічним пунктом Японської імперії. В місті знаходилися металургійні заводи компанії Сумітомо. 9 липня 1945 року, під час Другої світової війни, авіація США варварськи розбомбила місто.
У 1950-1960-х Вакаяму відродили з попелу. Символом відновлення стала реконструкція міського замку у 1958 році.
1997 року Вакаяма була зарахована до списку центральних міст державного Японії.

## Пам'ятки
| Пам'ятка | Опис | Пам'ятка | Опис |
|          | Замок Вакаяма — замок кіїських Токуґава періоду Едо, політико-адміністративний центр містечка Вакаяма і провінції Кії пізнього середньовіччя. Фортпост роду Токуґава в Західній Японії. |          | Парк Йосуй — парк кіїських Токуґава створений за проектом кіотських аристократів. Вважається одним з найгарніших японських ставкових парків. |

## Міста-побратими
Вакаяма підтримує дружні відносини з 4 містами світу:
- Бейкерсфілд, США (1961)
- Ричмонд, Канада (1973)
- Цзінань, КНР (1983)
- Чеджу, Південна Корея (1987)

## Уродженці
- Кавабата Рюсі (1885—1966), художник ніхонга і поет